# Alfredo Valladão
 (février 2012).
Si vous disposez d'ouvrages ou d'articles de référence ou si vous connaissez des sites web de qualité traitant du thème abordé ici, merci de compléter l'article en donnant les références utiles à sa vérifiabilité et en les liant à la section « Notes et références ».
Alfredo Valladão est professeur à l’Institut d’études politiques de Paris.

## Biographie
En 1993, dans un contexte encore marqué par le doute, au lendemain des années 1980 qui ont vu la concurrence japonaise se renforcer dans les domaines de la haute technologie ou de l’automobile, alors que les États-Unis traversent au début des années 1980 une sévère récession, Valladao publie un ouvrage, Le XXIe siècle sera américain, qui s’inscrit volontairement à contre-courant des prophéties sur le déclin américain, et qui postule que les États-Unis sont le seul pays à disposer de tous les attributs de la puissance, ce qui leur permettra d'être la puissance dominante du siècle à venir.
Il est recruté à l'IEP de Paris par Richard Descoings, et occupe la chaire Mercosur de l'école.

## Publications
- Le XXIe siècle sera américain, La Découverte, 1993
- Le Triangle Atlantique : l'émergence de l'Amérique latine dans les relations Europe-États-Unis, Notes de l'IFRI, 1999.